# Endrosa roscida
Endrosa roscida là một loài bướm đêm thuộc phân họ Arctiinae, họ Erebidae.